# Euchromia tawiensis
Euchromia tawiensis là một loài bướm đêm thuộc phân họ Arctiinae, họ Erebidae.